# Estadio Negara
El Estadio Negara (en malayo: Stadium Negara; literalmente "'Estadio Nacional"') es un pabellón deportivo multipropósito ubicado en la ciudad de Kuala Lumpur, la capital de Malasia, el edificio cuya construcción inicio en 1960 fue el primer estadio cubierto en el país, el estadio se inauguró oficialmente el 10 de abril de 1962, por parte del tercer Yang di-Pertuan Agong (jefe de Estado) el Tuanku Syed Putra, de Perlis. Está ubicado muy próximo al Stadium Merdeka o Estadio de la Independencia.
El estadio cuenta con una capacidad de 10 000 asientos permanentes, dispone de aire acondicionado y está destinado a eventos deportivos y conciertos.

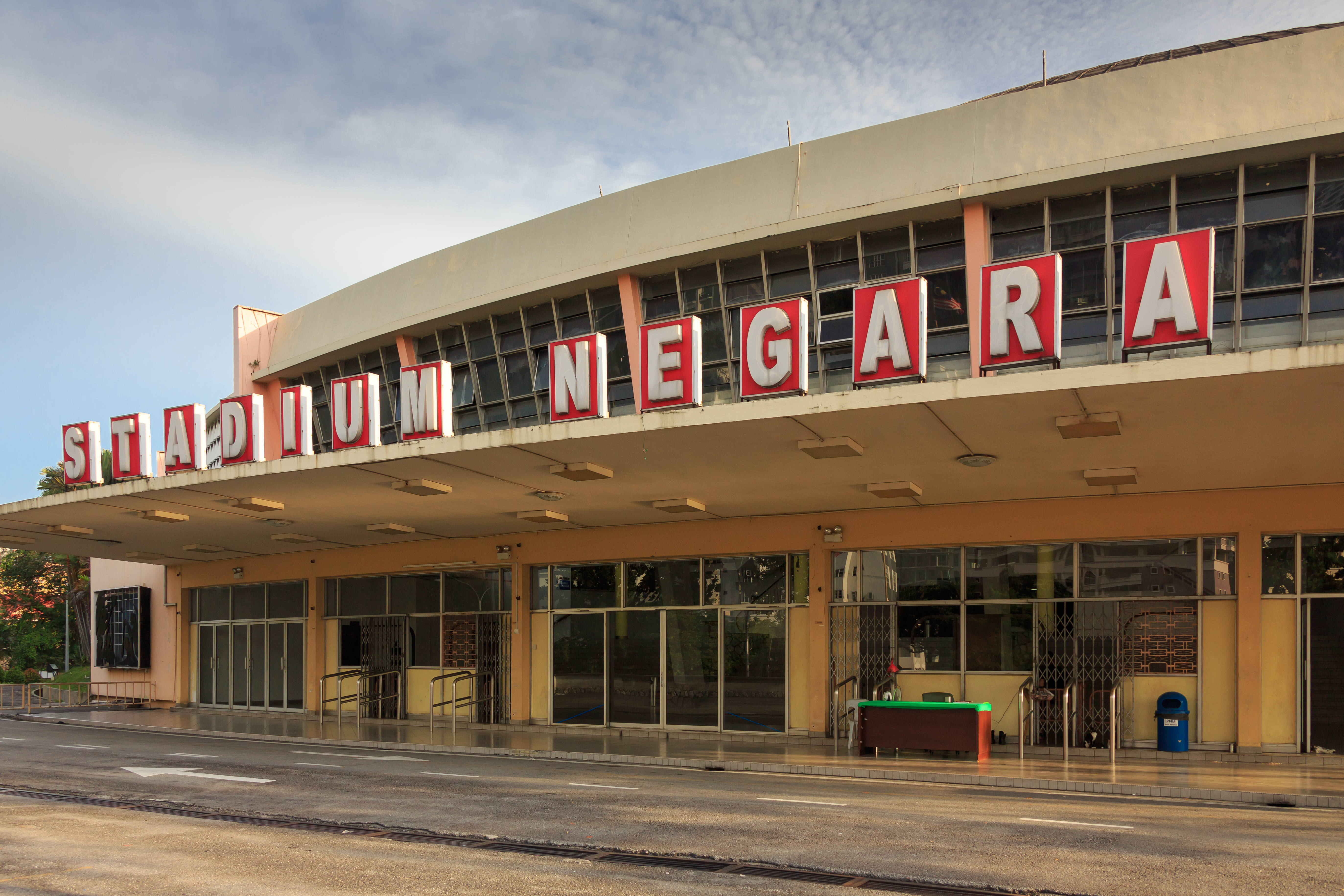

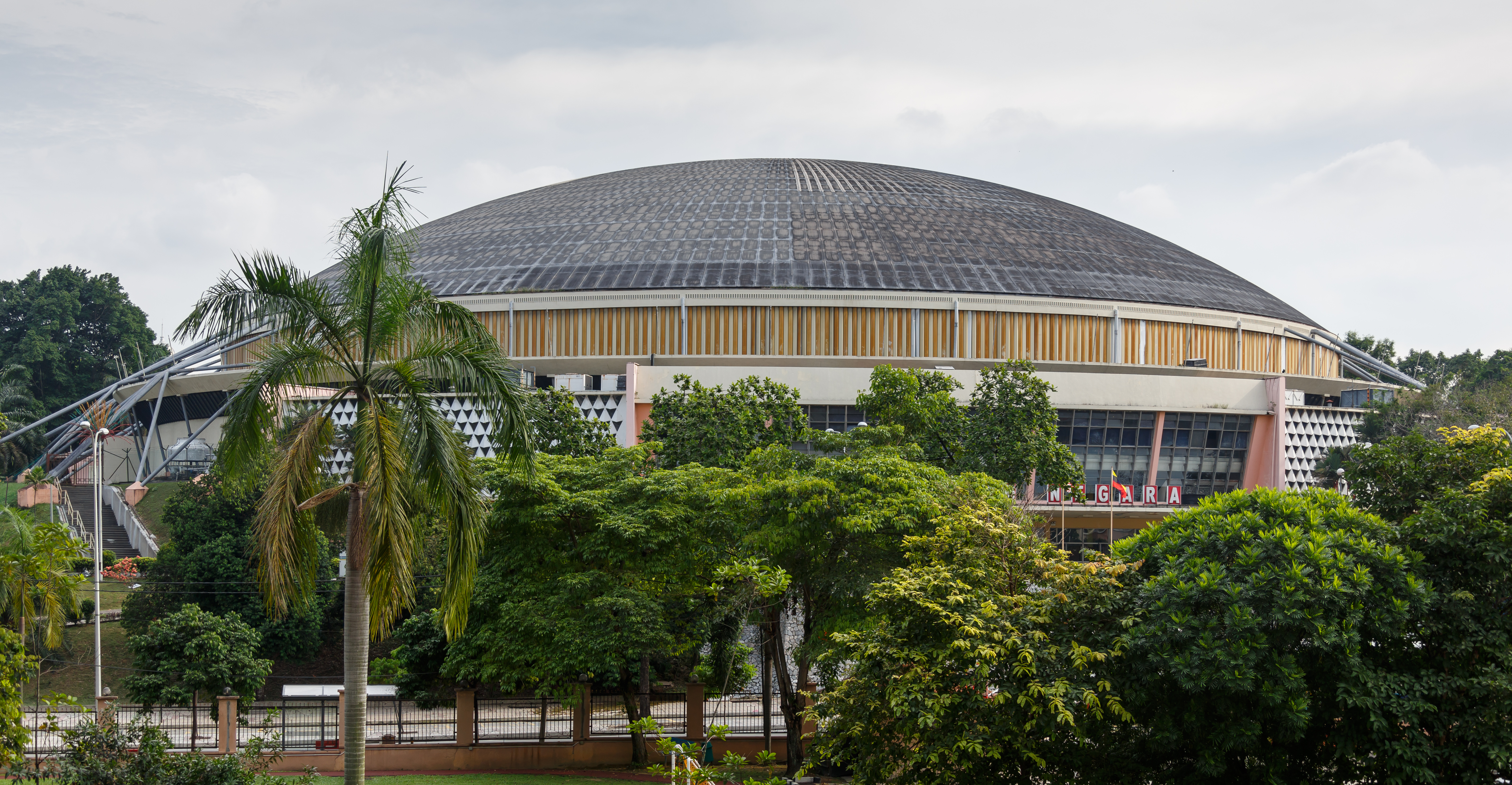

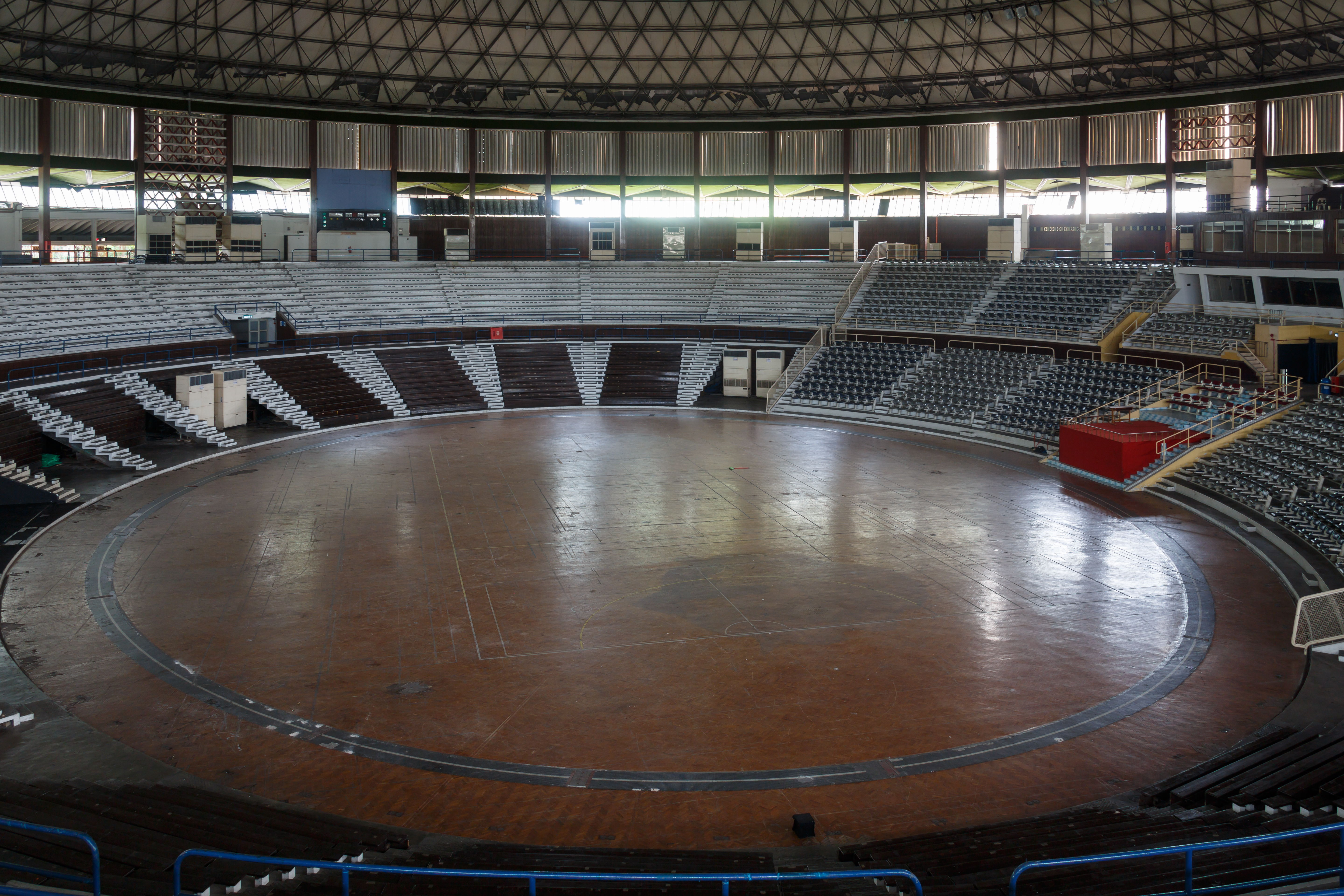

## Eventos destacados
- The Bee Gees - 1972 Stadium Negara[2]
- Eric Clapton - 26 de noviembre de 1990[3]
- Kylie Minogue - 3 de marzo de 1991[4]
- Rothmans, Thomas Cup/Uber Cup and Malaysia - 1992
- Sting - 2 de febrero de 1994
- Cliff Richard, The Hit List Tour - 9 de enero de 1995
- Bon Jovi - 4 de mayo de 1995
- Def Leppard - 4 de junio de 1996[5]
- Sarah Brightman - 20 de junio de 2004[6]
- INXS - 2006[7]
- TVXQ - 24 de noviembre de 2007
- Kanye West - 2007[8]
- Jason Mraz - 2009[9]
- Incubus - 23 de julio de 2011
- David Archuleta - 26 de julio de 2011
- 2PM - 25 de noviembre de 2011
- F.T. Island - 14 de enero de 2012
- The Cranberries - 4 de abril de 2012[10]
- Sum 41 - 14 de abril de 2012
- Wonder Girls - 13 de octubre de 2012[11]
- Jonas Brothers - 24 de octubre de 2012[12]
- The Jacksons - 13 de diciembre de 2012
- Paramore -17 de febrero de 2013[13]
- CN Blue: Blue Moon World Tour - 24 de agosto de 2013[14]
- 2NE1: AON: All Or Nothing World Tour - 24 de mayo de 2014
- CNBLUE: Can't Stop Concert - 9 de agosto de 2014
- Pet Shop Boys: Electric Tour - 24 de septiembre de 2014
- Taeyang Rise World Tour 8 de febrero de 2015
- Backstreet boys In a World Like This - 3 de mayo de 2015
- Pentatonix On My Way Home Tour 30 de mayo de 2015